# Пастерце

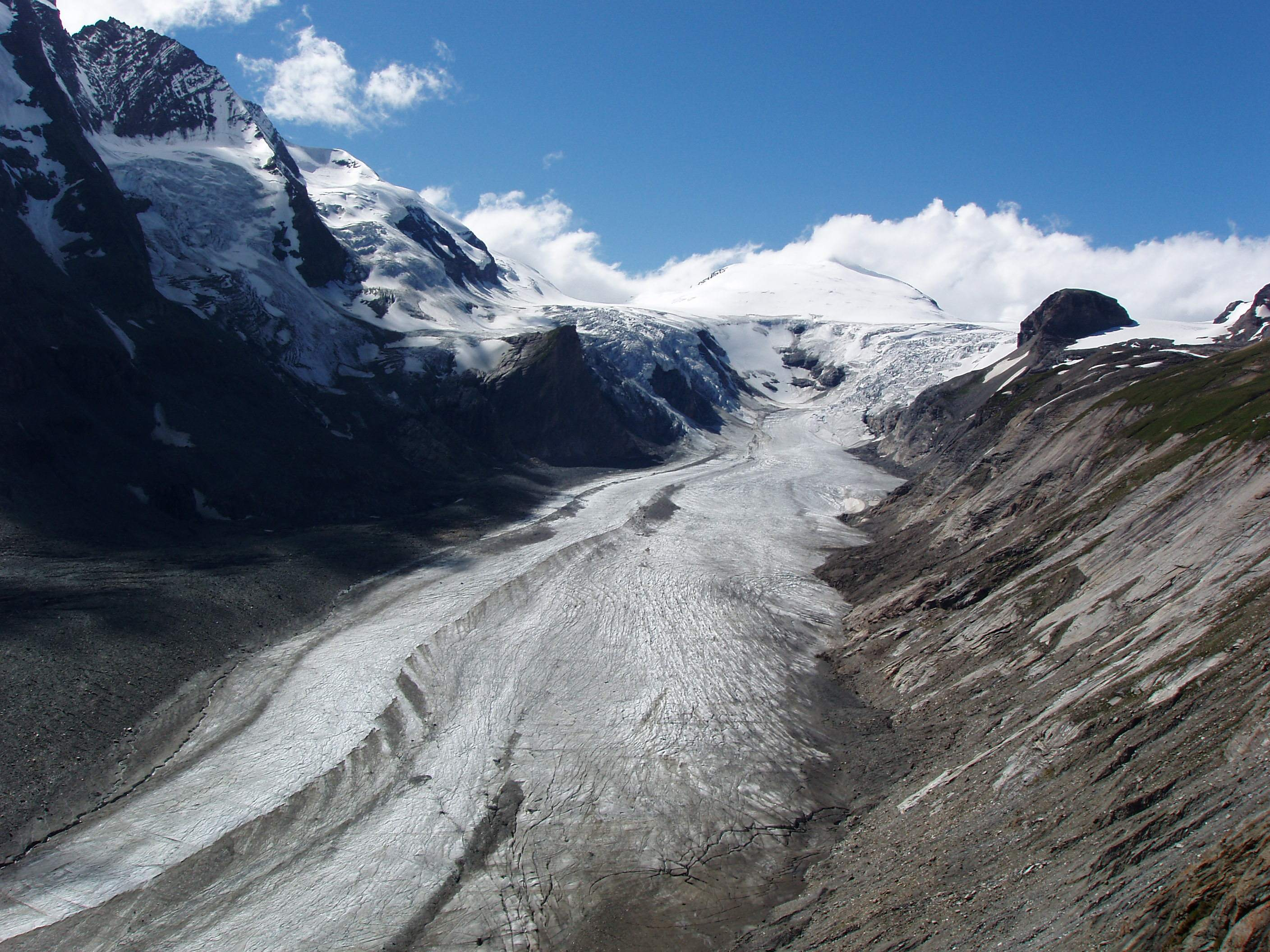
Льодовик Пастерце у 2005 році

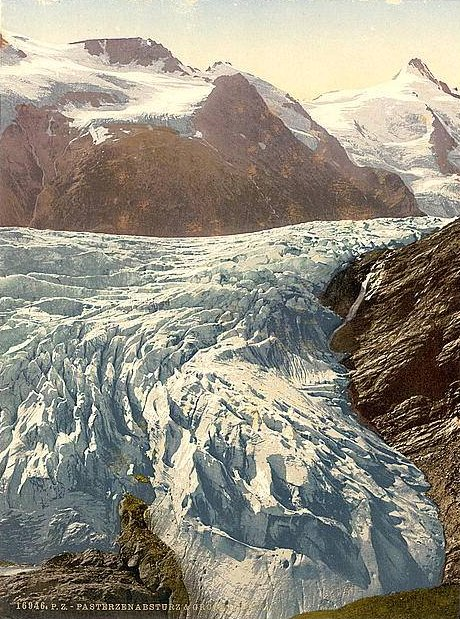
Льодовик Пастерце в 1900 році

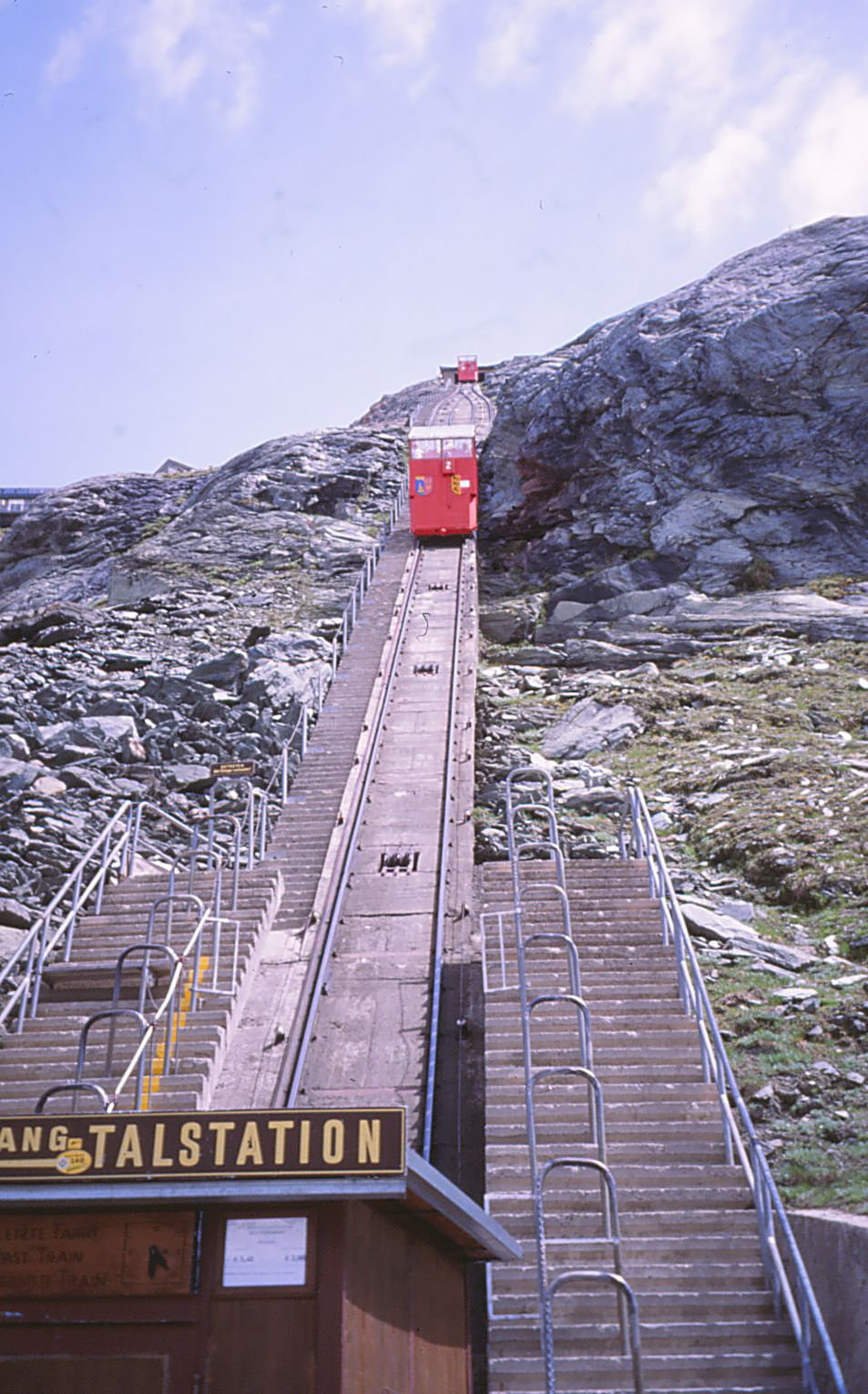
Фунікулер від високогірної дороги Ґросглокнер

47°05′08″ пн. ш. 12°43′24″ сх. д. / 47.085556° пн. ш. 12.723333° сх. д.
Пастерце (нім. Pasterze) — найбільший льодовик Австрії. Довжина становить близько 8,4 км (2002), товщина — 120 м, площа — 18,5 км² (2002). Знаходиться на висоті від 3463 до 2100 м над рівнем моря. Розташований в Східних Альпах (хребет Високий Тауерн) у підніжжі найвищої гори Австрії Ґросглокнер.
Довжина льодовика в даний час зменшується приблизно на 10 м у рік. Його обсяг зменшився в два рази з перших вимірів у 1851 році. Процес танення льодовика Пастерце почався в 1856 році через поєднання високих літніх температур і малої кількості зимових опадів. Льодовики в сусідній Швейцарії танули в 2003 році швидше, ніж в будь-який інший рік з початку вимірювань у 1880 році. Попри рекордні значення літніх температур у Європі, вчені зі Швейцарської академії природничих наук пояснюють танення льодовиків довготривалими змінами клімату.